# 單指令流單數據流
单指令流单数据流（英文：Single instruction, single data，縮寫：SISD），每个指令部件每次仅译码一条指令，而且在执行时仅为操作部件提供一份数据。符合冯·诺伊曼结构。
单指令流单数据流是費林分類法中4種計算機處理架構類別的一種。在這個分類系統中，分類根據是指令流和資料流的數量，以此根據來劃分計算機處理架構的類別。根據米高·J·費林的觀點，當指令、資料處理流水化/管線化時，单指令流单数据流也可以擁有並行計算的特點。管線化的指令讀取執行在當代的单指令流单数据流處理機種上很常見。